# Dasychira incristata
Dasychira incristata är en fjärilsart som beskrevs av Collenette 1931. Dasychira incristata ingår i släktet Dasychira och familjen tofsspinnare. Inga underarter finns listade i Catalogue of Life.